# Сантана, Алисон
А́лисон Санта́на Ло́пес да Фонсе́ка (порт.-браз. Alisson Santana Lopes da Fonseca; родился 21 сентября 2005, Кашуэйринья) — бразильский футболист, вингер донецкого «Шахтёра».

## Клубная карьера
Родился 21 сентября 2005 года в городе Кашуэйринья в семье с небольшими финансовыми возможностями. Благодаря работе футбольного селекционера Адриано Мартинса в 2019 году он попал в академию клуба «Атлетико Минейро».
Из-за ограничений, вызванных пандемией COVID-19, дебют на юношеском уровне за «Атлетико Минейро» состоялся лишь в 2021 году. В 2022 году Алиссон стал ключевым игроком команды до 17 лет и с пятью голами стал лучшим бомбардиром Кубка Бразилии в своей возрастной категории. В течение года он забил 16 мячей и занял второе место среди лучших голеадоров страны в своей возрастной группе, что способствовало подписанию первого профессионального контракта с клубом, который он заключил 31 августа 2022 года.
В 2023 году он выступал за команду до 20 лет и принимал участие в розыгрыше молодёжного Кубка Сан-Паулу — Копиньи
8 июля 2023 года Алисон Сантана дебютировал в основном составе «Атлетико Минейро» под руководством Луиса Фелипе Сколари в матче бразильской Серии A против «Коринтианса», выйдя на замену Игору Гомесу.
Учитывая перспективы футболиста в феврале 2024 года исполнительный директор клуба Родригу Каэтано продлил с Алиссоном контракт до 31 декабря 2027 года, установив клаусулу в размере 60 миллионов евро. К этому моменту к игроку начали проявлять интерес клубы из Англии, Германии и Нидерландов.
5 апреля 2024 года, в возрасте 18 лет, 6 месяцев и 15 дней, Алиссон провёл своей первый матч в Кубке Либертадорес, выйдя в стартовом составе на выездной матч против «Каракаса» (4:1). Это сделало его самым молодым игроком в истории клуба, который выходил в стартовом составе в розыгрышах данного турнира.
Спустя чуть более трёх недель он отличился забитым мячом в матче против венесуэльской команды (4:0), став вторым самым молодым игроком в истории «Атлетико», забившим гол в розыгрыше Кубка Либертадорес.
В марте 2025 года Алиссон перешёл в донецкий «Шахтёр». Сумма трансфера составила 16 миллионов евро, что сделало его четвёртым самым дорогим приобретением в истории украинского клуба. 11 марта 2025 года, на следующий день после официального объявления о трансфере, Алиссон дебютировал за донецкий «Шахтёр» в матче чемпионата Украины против «Карпат». Не проведя ни одной полноценной тренировки с новой командой, бразильский полузащитник вышел на поле на 65-й минуте. Встреча завершилась нулевой ничьей.

## Карьера в сборной
В составе сборной Бразилии до 20 лет стал победителем чемпионата Южной Америки 2025 года среди молодёжных команд.

## Достижения
«Атлетико Минейро»
- Чемпион Минас-Жерайса: 2024

«Шахтёр» (Донецк)
- Бронзовый призёр чемпионата Украины: 2024/25
- Обладатель Кубка Украины: 2024/25

Сборная Бразилии
- Чемпион молодёжного чемпионата Южной Америки: 2025